# Ковтуны (Черкасская область)
Ковтуны́ (укр. Ковтуни) — село в Золотоношском районе Черкасской области Украины.
Население по переписи 2001 года составляло 501 человек.
Расположено в 7 км от административного центра района — города Золотоноша.

## История
Село возникло на рубеже ХVІ—ХVІІ столетий как военное казацкое поселение.
Не позднее 1735 года в селе была построена деревянная Покровская церковь.
По состоянию на 1767 год в Ковтунах было 44 двора, в которых проживало 69 семей, всего 475 жителей. Согласно переписи 1781 года в селе проживало 399 жителей.
Есть на карте 1812 года.
В 1929 году в Ковтунах создана сельхозартель, с 1939 года — колхоз имени Ленина.
В период Великой Отечественной войны в боевых действиях принимали участие 283 жителя села Ковтуны. Погибли 158 односельчан, немецкими оккупантами насильно вывезены в Германию на работы 56 ковтунян.
По состоянию на 1972 год в селе проживало 764 жителя.
В 1970-е годы в селе были построены детский сад, школа, дом культуры на 400 мест, библиотека с фондом в 6,8 тысяч книг, фельдшерско-акушерский пункт.

## Персоналии
- Деревянко, Андрей Леонтьевич (1921—1994) — родился в селе, работал в колхозе, участник Великой Отечественной войны, полный кавалер ордена Славы. После войны вернулся в село, работал механизатором.
- Уроженцем села является летчик-испытатель советских реактивных самолетов Лука Андрианович Полухин.